# Daj mi powód
Daj mi powód – utwór polskiego rapera Palucha, wydany w październiku 2016 roku, pochodzący z albumu Ostatni krzyk osiedla.
Nagranie uzyskało certyfikat dwukrotnie platynowej płyty (2021). Utwór zdobył ponad 28 milionów wyświetleń w serwisie YouTube (2023) oraz ponad 4 miliony odsłuchań w serwisie Spotify (2023).
Producentem utworu jest Oster.

## Twórcy
- Paluch – słowa[1][2]
- Oster – producent[1]